# Stanisławów (Borki)
Stanisławów – część wsi Borki w Polsce położona w województwie wielkopolskim, w powiecie konińskim, w gminie Kramsk. Należy do sołectwa Borki.
W latach 1975–1998 Stanisławów należał administracyjnie do województwa konińskiego. W pobliżu płynie rzeka Jaźwiniec.